# Odeon Leicester Square

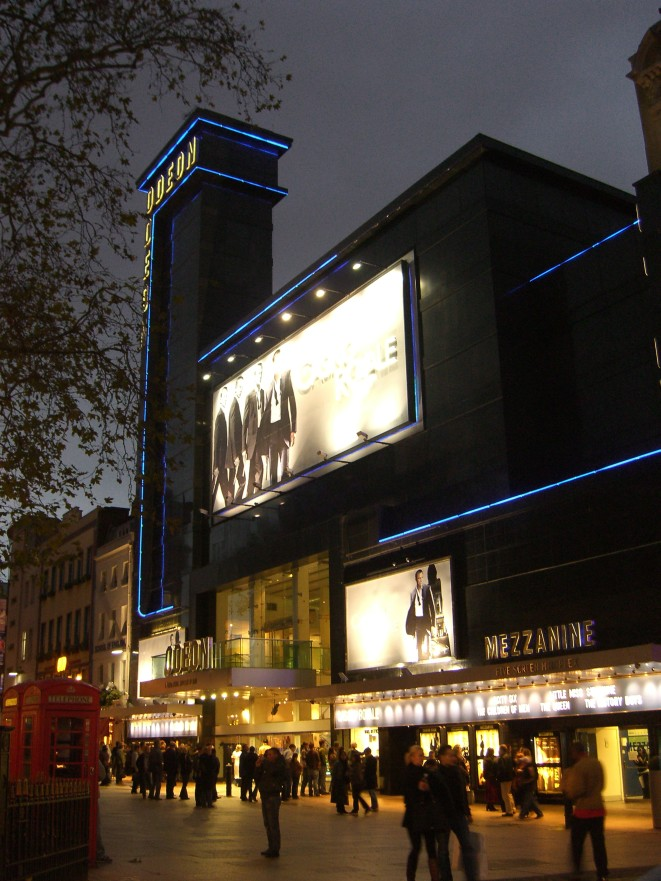
L'Odeon Leicester Square

L'Odeon Leicester Square è un cinema che si trova sul lato orientale di Leicester Square, Londra.
L'edificio domina la piazza con la sua enorme facciata in granito nero lucido e con la sua torre alta 120 piedi (37 m), dove è scritto il suo nome. Il neon blu delinea l'esterno del palazzo di notte. Fu costruito per essere l'ammiraglia del Circuito Cinema Odeon di Oscar Deutsch. Ospita numerose première dei più importanti film europei e mondiali, oltre che l'annuale Royal Film Performance.

## Storia
L'Odeon è stato costruito nel 1937 sul sito dell'Alhambra Theatre, un popolare teatro di music-hall di grandi dimensioni, risalente al 1850.
Fino al 1967, l'interno era stato un magnifico auditorium art-deco, con un soffitto a coste, che nascondeva l'illuminazione. Due sculture in bassorilievo di ninfe nude erano posizionate sulle pareti laterali, come se saltassero verso lo schermo. Tutti i posti erano coperti in un materiale che simulava la pelle di leopardo. Una modernizzazione piuttosto fuorviante nel 1967 distrusse gran parte di questo design, anche se dal 1980, i programmi di restauro hanno restituito gran parte di questo dettaglio, comprese le statue, i posti a sedere e molto dell'effetto coste sul soffitto.
Il primo maxi-schermo mai installato in Gran Bretagna è stato montato nel 1953, con il debutto britannico del Cinemascope nel film La tunica.